# Paul Rebeyrolle
Pour les articles homonymes, voir Rebeyrolle.
Paul Rebeyrolle, né le 3 novembre 1926 à Eymoutiers (Haute-Vienne) et mort le 7 février 2005 à Boudreville (Côte-d'Or), est un peintre, lithographe et sculpteur français.
Artiste expressionniste et matiériste, il est rattaché au courant de la nouvelle figuration.

## Biographie
Né du mariage de Jean Rebeyrolle et de Marie Ensergueix, instituteurs, Paul Rebeyrolle voit son enfance marquée par le mal de Pott, tuberculose osseuse l'obligeant à de longs moments d'immobilité. Il effectue ses études secondaires jusqu'à l'obtention du baccalauréat de philosophie au lycée Gay-Lussac de Limoges avant de rejoindre Paris en octobre 1944. Il découvre alors les peintres contemporains ainsi que la peinture classique au musée du Louvre et, restitue Bernard Dorival, c'est rapidement qu'il est remarqué « pour la robustesse de ses dons : il s'oriente bientôt vers un réalisme violent où se retrouve son goût pour les peintres espagnols. Figures rudes des paysans de son pays, animaux morts, chienne ou chèvre au ventre énorme lui sont des thèmes familiers ».
Il est acteur engagé du Manifeste de l'homme témoin qui, au lendemain de la Seconde Guerre mondiale, prône autour du critique d'art Jean Bouret un retour au réalisme contre les tendances de l'art contemporain. Il participe ainsi le 21 juin 1948 à la galerie du Bac à l'exposition de « L'homme témoin » avec Bernard Lorjou, Yvonne Mottet, Michel Thompson, Michel de Gallard et Gaston Sébire. Ce groupe de « L'homme témoin », que rejoindront bientôt Bernard Buffet, Jean Couty, Simone Dat et André Minaux, sera fondateur du mouvement de la Jeune Peinture. En la même année 1948, il exécute pour les abattoirs de la Villette une fresque murale précisément intitulée Les Abattoirs de la Villette.
Ainsi, en 1949 (année où il épouse Simone Dat), Rebeyrolle — il est alors installé à La Ruche du 2, passage de Dantzig — est à l'origine du Salon de la Jeune Peinture avec Denys Chevalier, Pierre Descargues, Philippe Cara Costea et Gaëtan de Rosnay, dont la première édition intitulée Premier Salon des Jeunes Peintres se tient du 26 janvier au 15 février 1950 — année de deux voyages en Italie et en Espagne, qu'il consacrera à la visite des musées — à la galerie des beaux-arts. C'est à la fin du quatrième salon, soit le 9 mars 1953, que le comité fonde l'Association de la Jeune Peinture dont les statuts, rédigés par l'avocat Jean Guillemot « en étroite collaboration avec Rebeyrolle » sont déposés en préfecture le 19 mai 1953 revêtus de la signature de l'artiste.
Membre du parti communiste français à partir de 1953, Rebeyrolle rompt avec ce dernier en 1956 lors de l'invasion russe en Hongrie et du fait de la duplicité du parti face à la guerre d'Algérie. À cette occasion, il peint un grand tableau intitulé À bientôt j'espère.
En 1959 à Eymoutiers, il exécute un grand tableau intitulé Planchemouton (nom d'une rivière et d'une grange), commandé par le comité de la première Biennale de Paris, pour orner l'escalier du palais des Beaux-Arts. En 1963, il quitte Paris et s'installe à la campagne pour y vivre et travailler, d'abord dans le département de l'Aube puis en Côte-d'Or.
À partir de 1968, il commence un cycle de séries souvent définies par le terme de « politique », que l'on peut énumérer par leurs titres :
- 1968 : « Guérilleros » ;
- 1970 : « Coexistences » ;
- 1972 : « Les Prisonniers » ;
- 1973 : « Faillite de la science bourgeoise » ;
- 1975 : « Natures mortes et pouvoir » ;
- 1980-1982 : « Les Évasions manquées » ;
- 1983 : « Le Sac de Madame Tellikjian » ;
- 1984-1985 : « On dit qu'ils ont la rage » ;
- 1986 : « Germinal » ;
- 1987 : « Au Royaume des aveugles » ;
- 1990-1991 : « Les Panthéons » ;
- 1993 : « Splendeur de la vérité » ;
- 1996 : « Le Monétarisme » ;
- 2001 : « Clonage » ;
- 2004 : « Autophages ».

Son œuvre, immense, toujours figurative, est marquée par la violence, la rage, la révolte face à l'oppression ou l'engagement politique. Elle est ponctuée de tableaux animaliers et paysagers, ainsi que de tableaux employant des matières collées sur la toile (terre, crin, ferraille…). « De ces amalgames, perçoit ainsi Jean-Louis Prat, surgissent des images qui affirment la résurrection de la matière, par là même celle de la peinture ».
Peu médiatisée de son vivant, méconnue du grand public ainsi que de certaines institutions, cette œuvre a néanmoins été appréciée par les philosophes Jean-Paul Sartre ou Michel Foucault ainsi que par certains collectionneurs, tel François Pinault. Il meurt le 7 février 2005 dans sa maison de Boudreville,,,. Ses cendres ont été dispersées dans la rivière Planchemouton à Eymoutiers.

## Œuvres

### Collections publiques

#### France
- Fonds régional d'art contemporain de Franche-Comté, Besançon, Pieds et poings liés, technique mixte sur toile 228 × 195 cm, 1981[20]
- Fonds régional d'art contemporain d'Aquitaine, Bordeaux, Le dernier sommeil, huile, sable et collage sur toile 180 × 180 cm[21]
- Fonds régional d'art contemporain Basse-Normandie, Caen, Grand poisson et tas de sel, technique mixte sur toile 195 × 114 cm, 1986[21]
- Musée des Beaux-Arts de Caen, Suicide no 2, huile sur toile 226 × 202 cm, 1982, dépôt du Fonds national d'art contemporain[22]
- Conseil général de Champagne, Chooz, Figure de Prométhée, sculpture[23],[24]
- Musée d'art Roger-Quilliot, Clermont-Ferrand[21] :
  - Le Canard mort, huile sur toile 60 × 92 cm, 1952
  - La Cour de ferme, huile sur panneau 117 × 62 cm, 1953
  - Enfant à la casquette, huile sur toile 107 × 60 cm, 1956
- Musée des Beaux-Arts de Dijon, Nu allongé, 1971[20].
- Espace Rebeyrolle[25] Eymoutiers[26]. Dans le village natal de l'artiste, l'Espace est consacré principalement à son œuvre (plusieurs dizaines y sont exposées)[27]. Le centre présente aussi, chaque année, des expositions temporaires.
- Fonds régional d'art contemporain du Limousin, Limoges, La liberté perdue, huile sur toile 284 × 98 cm[21]
- Musée de l'Évêché de Limoges, Les chèvres, huile sur toile 206 × 500 cm[21]
- Département des estampes et de la photographie de la Bibliothèque nationale de France, huit estampes dont Manipulation, lithographie, Éditions Maeght, 1979[28]
- Musée d'art moderne de la ville de Paris :
  - Deux femmes nues, huile sur toile 54 × 65 cm, vers 1950[29]
  - Collage, collage sur papier 80 × 42 cm, 1963[21]
  - Conditionnement, technique mixte sur toile 244 × 241 cm[21]
- Musée national d'Art moderne, Centre Beaubourg, Paris :
  - La Truite, 1955
  - Sac de poudre bleue, huile sur toile 120 × 120 cm, vers 1967[29]
  - Nu aux morceaux de bois, 1970[30]
  - Paysage, 1978[30]
  - Chien hurlant, 1984-1985[29]
  - Clonage, 2001[30]
  - Autophage, 2003[30]
- Petit Palais, Paris, Deux femmes nues, huile sur toile 54 × 65 cm (donation Maurice Girardin)[31]
- Musée Sainte-Croix, Poitiers, Panier au poulet, 1950[20]
- Fonds national d'art contemporain, Puteaux, Dépouilles pendues no 1, huile et collage sur toile 227 × 165 cm[21]
- Musée de l'Abbaye, Saint-Claude[32] :
  - L'Atelier, les palettes du peintre, huile sur toile, 213 × 138 cm, 1954
  - Tête de femme, huile et pastel sur bois, 73 × 42 cm, 1957
  - La Grande Truite, huile sur toile, 81 × 100 cm, 2001
- Musée Estrine, Saint-Rémy-de-Provence
- Artothèque de l'Aisne, Tergnier, Cloué au sol, lithographie, 1982[33]

#### Canada
- Musée national des Beaux-Arts du Québec[34]

#### Cuba
- Musée national des Beaux-Arts, La Havane, Sol de Cuba[29]

#### États-Unis
- Mission permanente de la France auprès de l'Organisation des Nations-Unies, New York, Paysage, huile sur toile 100 × 100 cm[21]

### Collections privées référencées
- Eric Estorick (en), Londres[35].
- Philippe-Gérard[5]
- Collection LGR (Laurence Climbeau, Gaëtane et Roland Botrel)[36],[37]
- Fondation Maeght, Saint-Paul de Vence[38]
- François Pinault[30]

## Publications illustrées par l'auteur
- [1969] (es) Carlos Franqui (1921-2010) (trad. Véronique Berri, ill. Paul ou Fabrice Rebeyrolle (1955-)), Peinture, nature morte et pouvoir / Rebeyrolle (livre illustré), Paris, Maeght, coll. « Derrière le miroir (ISSN 0011-9113) nos 177 et 219, mars 1969 et mai 1976 » (réimpr. 1976) (1re éd. 1969), pl. 17 et p. 28, 28 × 38 cm (OCLC 42414936, SUDOC 046468838, présentation en ligne).
- [1970] Jean-Paul Sartre (1905-1980) (ill. Paul ou Fabrice Rebeyrolle (1955-)), Coexistences (livre illustré), Paris, Maeght, coll. « Derrière le miroir no 187 », octobre 1970, 26 p., 38 cm (OCLC 468581755, BNF 37567507, SUDOC 155420399).
- [1973] Michel Foucault (1926-1984) et Ricardo Porro (1925-2014) (ill. Paul ou Fabrice Rebeyrolle (1955-)), Rebeyrolle (livre illustré), Paris, Maeght, coll. « Derrière le miroir no 202 », mars 1973, 22 p., 38 cm (BNF 37567501).
- [1976] (es) Carlos Franqui (1921-2010) (trad. Véronique Berri, ill. Paul Rebeyrolle), Rebeyrolle : natures mortes et pouvoir / Peinture, nature morte et pouvoir (livre illustré), Paris, Maeght, coll. « Derrière le miroir no 219 », mai 1976, pl. 17 et p. 27, 38 × 28 cm (ISBN 2-85587-022-4, OCLC 42414936, BNF 37567498, SUDOC 046468838, présentation en ligne).
- [1982] (es) José Ángel Valente (1929-2000) (trad. Jacques Ancet (1942-), ill. Paul Rebeyrolle, tirage à 100 exemplaires), Desaparición, figuras (livre illustré), Genève, Éditart - D. Blanco, 1982, pl. 12 et p. 19, 39 cm (présentation en ligne).

## Récompenses
- Prix Paillard du jury du prix Drouant-David de la Jeune Peinture, 1949[21].
- Prix de la Jeune peinture, 1950, pour La femme au gant (portrait de Simone Dat)[39].
- Prix Fénéon, 1951, pour Portrait de Jean Rebeyrolle[3].
- Prix de la Biennale de Paris, 1959, pour Planchemouton, panneau de 18 mètres titré du nom de la grange du Limousin dans laquelle il a été peint[5].
- Premier prix de la section française à la John Moores Exhibition, Liverpool, 1959.
- Grand prix de la Ville de Paris, décembre 1982[39].

## Expositions
(Liste non exhaustive, classée par année de publications ou de réalisations).

### Catalogues d'expositions
- [1979] Michel Troche (1927-1992), Carlos Franqui (1921-2010), Jean-Paul Sartre (1905-1980), Michel Foucault (1926-1984) et al., Galeries nationales du Grand Palais / ministère de la Culture (du 11 juin au 13 août), Rebeyrolle : peintures, 1968-1978, Paris, Maeght, 1979, 140 p., 29 cm (OCLC 496186893, BNF 34676416, SUDOC 048922625, présentation en ligne).
- [1982] Jacques Dupin (1927-2012) (préf. Pierre Gaudibert (1928-2006), ill. Paul Rebeyrolle, du 10 juillet au 10 septembre), Rebeyrolle, les évasions manquées, Avignon, Hospice Saint-Louis / Galerie Maeght, 1982, 24 p., 21 cm (OCLC 491847417, SUDOC 082688400, présentation en ligne).

### Expositions personnelles
- Galerie Drouant-David, Paris, 1951[21].
- Marlborough Gallery, Londres, 1954[21], mars-avril 1961.
- Maison de la pensée française, Paris, mai 1956[3].
- Paul Rebeyrolle - La pluie et le beau temps, galerie Saint-Germain, Paris, 1958[21].
- Galerie Creuzevault, Paris, 1959[21].
- Galerie André Schoeller, Paris, 1961, 1962, 1964.
- Paul Rebeyrolle - Paysages, truites, grenouilles, Marlborough-Gerson Gallery, New York, 1964.
- Galerie Maeght, Paris, Les instruments du peintre, 1967[40] ; Les Guérilleros, 1969 ; Coexistences, 1970[41],[42] ; Les prisonniers, 1973 ; Nature morte et pouvoir, 1976.
- Fondation Maeght, Saint-Paul-de-Vence, 1971, 2000 (Rétrospective[11]), 2010[43].
- Studio Marconi, Milan, 1972.
- Galerie Maeght, Zurich, 1973.
- Galerie d'art contemporain, Limoges, 1982[44].
- Galerie Maeght-Lelong, Zurich, 1983.
- Galerie Pierre Huber, Genève, 1985.
- Musée d'Art moderne de Céret, juillet-octobre 1986.
- École nationale supérieure des beaux-arts, Paris, 1988.
- Paul-Rebeyrolle - sculptures, galerie Lelong, Paris, 1988.
- Paul Rebeyrolle - Matière et existence, Centre culturel Saint-Bénin, Aoste, avril-juin 1989.
- Galerie Adrien Maeght, Paris, 1990.
- Paul Rebeyrolle - Grandes têtes, musée d'Art moderne de Troyes, 1990.
- Office départemental de la culture, Aix-en-Provence, 1991.
- Galerie Lelong, Paris, 1992.
- Galerie Daniel Templon, Paris, 1992 (Les Panthéons), 1994 (Splendeur de la vérité).
- Philippe Briet Gallery, New York, 1993.
- Paul Rebeyrolle - Le bestiaire, galerie Larock-Granoff, Paris, 1994.
- Musée Courbet, Ornans, 1994.
- Paul Rebeyrolle - Bestiaire, Panthéon, galerie Guy Bärtschi, Genève, décembre 1995.
- Galerie des Beaux-Arts, Nantes, novembre-décembre 1996.
- Musée Rimbaud, Charleville-Mézières, avril-août 1998.
- [1999] Jean-Louis Prat (1940-), Foire internationale d'art contemporain, Paul Rebeyrolle, « Le monétarisme » : Les soldes de Paul Rebeyrolle, Paris, Galerie Jeanne Bucher, 1999, 32 p., 22 cm (ISBN 2-85562-056-2 et 978-2-85562-056-5, OCLC 1038606069, BNF 37055619, SUDOC 049965743, présentation en ligne).
- Galerie Jeanne Bucher-Jaeger, Paris, mai-juillet 2000 (Dialogue avec les compagnons de route), octobre 2000 (Rebeyrolle ou le journal d'un peintre), octobre 2001 (Les nourritures terrestres - Peintures 2000-2001), octobre-novembre 2007 (Le corps et son double), octobre 2010 (Dix œuvres majeures)[45], mai-juillet 2013 (Arborescences), novembre 2013 - janvier 2014 (Matière et mémoire - La demeure du patriarche), octobre-novembre 2015 (Quinte-essence - Air-eau-terre-feu-éther), février-avril 2016 (Question de peinture - Des années 1940 à nos jours)[46].
- Paul Rebeyrolle - Bronzes et céramiques, galerie Lelong, Paris, 2000[47].
- Galerie Claude Bernard, Paris, 2004, 2007[48], 2013.
- Rétrospective Paul Rebeyrolle - Plongeons dans la peinture, Espace Rebeyrolle, Eymoutiers, juin 2005 - juin 2006[49].
- Musée d'Art de La Haye, 2007.
- Paul Rebeyrolle, la peinture hors normes, musée des Beaux-Arts de Valenciennes, mars-juillet 2009.
- Paul Rebeyrolle - La nature et l'homme, Fondation pour l'art contemporain Salomon, château d'Arenthon, Alex (Haute-Savoie), juillet-novembre 2011[50],[51],[52],[53],[54],[55].
- Paul Rebeyrolle - cinquante œuvres, château de Chambord, juin-septembre 2012[56],[57].
- Château Lynch-Bages, Pauillac, 2013.
- Rebeyrolle vivant ! - Soixante ans d'une œuvre essentielle, Espace Rebeyrolle, Eymoutiers, 2015[58],[59].
- Musée d'Art contemporain Astrup-Fearnley, Oslo, 2015.
- Centre d'art contemporain de Chatellerault, août-septembre 2016[60].
- Paul Rebeyrolle et la Jeune Peinture - Héritage de Courbet, musée de l'Abbaye, Saint-Claude (Jura), juin-décembre 2016[61],[6],[62],[63],[64].
- Paul Rebeyrolle - Peintures, lithographies, musée Ernest-Cognacq, Saint-Martin de Ré, mai 2017[65].
- Les animaux de Paul Rebeyrolle, musée Estrine, Saint-Rémy-de-Provence, mai-juillet 2017[66],[67].
- Chapelle Saint-Libéral de Brive-la-Gaillarde, juin-septembre 2019[68],[69].

- Peindre, Galerie Julio Gonzalez, Arcueil, 2022[70].

### Expositions collectives
- Grands formats, galerie du Bac, Paris, 1945.
- La Ruche d'hier et d'aujourd'hui, galerie de Berri, Paris, 1946.
- Salon des indépendants, Paris, 1946-1950, 1953[21]
- Salon de mai de Bordeaux : Artistes indépendants bordelais, 1947.
- Art mural, Avignon, 1947, 1949.
- L'homme témoin, galerie du Bac, Paris, 1948.
- Salon des moins de trente ans, Paris, 1948[71].
- Salon de mai, Paris, 1949-1951, 1953, 1954, 1957-1959[21], 1962.
- Salon des Tuileries, Paris, 1950, 1951[21].
- Salon des Jeunes Peintres[7], puis de la Jeune Peinture, Paris, 1950-1959[21].
- Vingt-huit jeunes peintres, vingt-huit jeunes femmes, galerie Drouant-David (Portrait d'Aline Adet par Paul Rebeyrolle), décembre 1951 - janvier 1952[72].
- Biennale de Venise, 1952[21].
- De Marx à Staline - Bernard Damiano, André Fougeron, Fernand Léger, Mireille Miailhe, Pablo Picasso, Édouard Pignon, Paul Rebeyrolle, Jean Vénitien…, Maison des métallurgistes, Paris, mai 1953[73].
- Fleurs - Vingt-cinq jeunes peintres : Tony Agostini, Paul Aïzpiri, Richard Bellias, Bernard Buffet, Jean Commère, Roger Lersy, Jean Navarre, Michel Patrix, Paul Rebeyrolle, Gaston Sébire, Andrés Segovia…, galerie Visconti, Paris, juin 1953.
- École de Paris, galerie Charpentier, Paris, 1954, 1956-1958[21].
- Salon des peintres témoins de leur temps, Paris, 1955[21].
- French painters from the collection of Eric Estorick (en) : Bernard Buffet, Antoni Clavé, Bernard Lorjou, André Marchand, André Minaux, Michel Patrix, Paul Rebeyrolle, Midland Group Gallery (en), Nottingham, février 1955 ; Newcastle upon Tyne, mars-avril 1955 ; York, mai-juin 1955[35].
- La Nouvelle Vague : Paul Rebeyrolle, Michel Thompson, François Heaulmé, Jean Pollet, galerie Framond, 1955.
- Biennale de São Paulo, 1957.
- Festival mondial de la jeunesse et des étudiants, Moscou, juillet-août 1957.
- Quinze grands peintres de l'École de Paris : Paul Rebeyrolle, François Heaulmé, Bernard Buffet, André Minaux, Antoni Clavé, André Marchand, Jean Pollet…, galerie Combes, Clermont-Ferrand, 1959.
- John Moores Exhibition, Liverpool, 1959.
- Biennale de Paris, 1959.
- Œuvres offertes par les artistes français et de divers pays - Bernard Buffet, Jean Commère, Géula Dagan, Pierre Garcia-Fons, Robert Lapoujade, André Minaux, Yvonne Mottet, Roland Oudot, Michel Patrix, Pablo Picasso, Édouard Pignon, Paul Rebeyrolle, Henry de Waroquier, Jean Weinbaum, Claude Weisbuch, Conférence d'Europe occidentale pour l'amnistie aux emprisonnés et exilés politiques espagnols, Maison de la pensée française, Paris, avril-mai 1961[74].
- Nouvelle figuration II - Baj, Christoforou, Hultberg, Lindström, Messagier, Petlin, Pouget, Paul Rebeyrolle, Salles, Tal Coat, galerie Mathias Fels, Paris, juin-juillet 1962[75].
- Présence du visible - Francis Bacon, Francisco Bores, Roger Chastel, Leonardo Cremonini, Alberto Giacometti, Francis Gruber, Arnaud d'Hauterives, Jean Hélion, Charles Lapicque, Eugène Leroy, Paul Rebeyrolle, Gaston-Louis Roux, Pierre Tal Coat, Javier Vilató…, galerie Jeanne Castel, Paris, puis musée des Beaux-Arts de Nancy, 1964[76].
- Promesses tenues - Robert Lapoujade, Pierre Fichet, Olivier Debré, Roger-Edgar Gillet, Yasse Tabuchi, Robert Wogensky, Gustave Singier, Kumi Sugaï, Mario Prassinos, Jean Messagier, Paul Rebeyrolle, musée Galliera, Paris, septembre-octobre 1965.
- D'après le paysage - Paul Ackerman, Olivier Debré, Jean Messagier, Paul Rebeyrolle, Georges Romathier, Léon Zack, galerie Max Kaganovitch, mars-avril 1968.
- Foire de Bâle (stand Galerie Maeght), 1978.
- Foire internationale d'art contemporain (stand galerie Maeght-Lelong), Paris, 1982.
- 31e festival de Bellac, 1984.
- De Bonnard à Georg Baselitz, dis ans d'enrichissements du cabinet des estampes, 1978-1988, Bibliothèque nationale de France, Paris, 1992[28].
- Manifeste II, musée national d'Art moderne, Paris, 1993.
- Humanités - Roger-Edgar Gillet, Stani Nitkowski, Paul Rebeyrolle, Centre d'art contemporain de l'abbaye d'Auberive, juin-septembre 2006.
- Un corps inattendu, Fonds régional d'art contemporain d'Auvergne, Clermont-Ferrand, avril-juin 2011[77].
- Donation George et Adèle Besson, musée de l'Abbaye, Saint-Claude (Jura), octobre 2011 - février 2012[78].
- La collection LGR, musée d'Art moderne et d'Art contemporain de Nice, septembre 2013 - janvier 2014[36].
- La Jeune Peinture - Paul Aïzpiri, Jean-Pierre Alaux, Bernard Buffet, Michel Ciry, Jean Commère, Bernard Gantner, Raymond Guerrier, François Heaulmé, Jean Jansem, André Minaux, Marcel Mouly, Michel Patrix, Paul Rebeyrolle, musée Baron-Martin, Gray, juillet-octobre 2017.
- Dessin, libertés - Trente cinq artistes français et internationaux : Pierre Alechinsky, John Christoforou, Roger-Edgar Gillet, Ben-Ami Koller, Robert Nicoïdski, Paul Rebeyrolle, Jean Rustin, Vladimir Velickovic..., Maison des jeunes et de la culture Lillebonne Saint-Epvre, Nancy, mai-juin 2019[79],[80].
- Participations non datées : Salon d'automne, Salon des Tuileries[3].

## Réception critique
« C'est de la chair et de la vraie peinture, ça a de l'ambition, ça cogne, ça vit, c'est plein de feu. »

— Jean Bouret

« …À la Galerie Maeght où Rebeyrolle a exposé une nouvelle série, Coexistences, pour laquelle Sartre a écrit une préface. En 1969, Rebeyrolle avait dénoncé les forfaits de l'impérialisme ; cette fois il s'attaquait au socialisme, coupable non seulement des crimes perpétrés à Prague, à Moscou, mais responsable aussi de ceux qui se commettent au Brésil, en Grèce, au Vietnam, puisque, au nom de la coexistence, il ne tente pas de les empêcher. Le rouge du drapeau, porteur jadis de tant d'espoir, se confond sur ces toiles avec la couleur du sang versé, des chairs béantes. Ces corps broyés, Rebeyrolle ne les évoque pas abstraitement : c'est dans leur matérialité qu'il impose à notre regard l'horreur, la colère qui l'habitent. Si ces sentiments, tout en nous empoignant, demeurent supportables, c'est grâce à ce que Sartre appelle "l'alacrité" de ces tableaux ; la joie, qu'à travers sa fureur, Rebeyrolle a éprouvé à peindre, il nous la fait aussi partager. »

— Simone de Beauvoir

« La forme, ici, est entièrement recomposée ; malgré les couleurs sombres et le ton sur ton, les silhouettes se découpent avec précision. Pourtant, le contour n'est pas obtenu par une ligne qui court net le long du corps, mais par des milliers de traits perpendiculaires, des brins de paille, qui forment un hérissement général, une sombre présence électrique dans la nuit. Il s'agit moins d'une forme que d'une énergie, moins d'une présence que d'une intensité, moins d'un mouvement et d'une attitude que d'une agitation, d'un tremblement difficilement contenus. Se méfiant du langage, Spinoza craignait qu'on confonde sous le mot chien l'animal aboyant et la constellation céleste. Le chien de Rebeyrolle , lui, est résolument animal aboyant et constellation terrestre. Ici, peindre la forme et laisser fuser la force se rejoignent. Rebeyrolle a trouvé le moyen de faire passer d'un seul geste la force de peindre dans la vibration de la peinture. »

— Michel Foucault

« D'emblée, nous subissons l'emprise de la force extraordinaire qui se dégage d'une peinture où tout est tension, tempête, fureur et déchirement. Les toiles sont comme giflées par la couleur qui s'y projette avec véhémence, y formant des empâtements et y laissant des coulées d'où émergent les nus, sous la lumière à la fois pauvre et cruelle d'une ampoule électrique. »

— Jean Selz

« Un art exprimant la rage de créer qui anime ce peintre du refus et de l'indignation, une peinture d'angoisse hallucinée et de réalisme exaspéré, de lutte pathétique avec le mystère des choses, de violece accusatrice aux accents céliniens. La figuration tragique de cet écorché vif s'accorde difficilement avec l'esprit cartésien français. Dans la véhémence d'un expressionnisme poussé jusqu'à la caricature, ce tempérament généreux et violent évoque toutes les souffrances humaines dans des formes tuméfiées surgissant d'une pâte épaisse et malaxée. »

— Gérald Schurr

« Les séries peintes par Paul Rebeyrolle montrent avec toujours plus de vigueur, voire de colère et d'indignation, des thèmes dont les lignes de force sont évoquées par des titres courts qui éclairent sa peinture de tout son sens Les Guérilleros, Les Prisonniers… Il s'engage dans des séries, thèmes qu'il creuse sans cesse pour les forcer à l'extrême ; c'est l'indignation qui fait alors s'exprimer Rebeyrolle le dissident. Ses œuvres sont autant de regards portés sur le monde, leur acuité nous bouleverse. Puis le peintre revient à la nature, au repos qui en émane et auquel il aspire. La terre, les sources, les torrents sont cette respiration qui redonne un nouveau soufflé à l'œuvre, et les thèmes habituels réapparaissent : Sangliers, Nus ou Grands paysages. Ce terrien authentique prend la terre à pleine main, l'agglomère à sa peinture, y mêle ces éléments qui sont le plaisir des promenades, morceaux de bois, écorces, champignons, plumes ramassées au bord des chemins… De ces paysages et natures mortes émane une sérénité à l'opposé de l'anxiété du monde des vivants tel que Paul Rebeyrolle les peint… Dans tout cela rien de paisible, la vie est en danger et s'oppose à la quiétude des paysages. Grillages, fils de fer, fils électriques, fragments d'étoffes, crins enchevêtrés donnent une consistance, une réalité rude que l'artiste laisse échapper de la toile ; la matière élargit le champ habituel de la peinture, de la façon la plus littérale elle échappe à l'encadrement. »

— Alain Tourneux

« Sartre (Guérilleros, 1968) et Foucault (Faillite de la science bourgeoise, 1973) font un bout de route avec celui qui se confronte à la politique et dialogue avec une nature toujours présente. Sa peinture entre en résistance. Des épaisseurs apparaissent, la couleur sensuelle et juteuse s'écrase puis rebondit. Avec rage et amour, les pigments flirtent avec le sable, le crin, la toile se laisse violer par le grillage à lapins, des matériaux qui traînent. Parmi les ultimes séries, Le Monétarisme, Clonage, Rebeyrolle refuse le conformisme, dénonce le "système autophage". Voilà pourquoi sa peinture est une arme, comme elle le fut pour Goya. Une œuvre immense est là. Visionnaire et éternelle. »

— Lydia Harambourg

« Rebeyrolle témoigne du souci d'intégrer les fluctuations du goût : adieu Francis Gruber, vive Jackson Pollock ! Il échappe ainsi à l'opprobre qui entache ses camarades de la Ruche. Mais, Rebeyrolle n'en déroute pas moins nombre de ses partisans. Ceux qui saluent, au tout début des années cinquante, le digne héritier de Gustave Courbet, ne se retrouvent pas dans les toiles proches de l'abstraction peintes dix ans plus tard, même si l'artiste persiste à donner des visions formelles, celle des grenouilles ou des nus… L'artiste a imprégné la Jeune Peinture de son talent et de son charisme, d'une empreinte si définitive qu'elle suffit à lui ouvrir les portes du Panthéon réservé aux plus grands. »

— Éric Mercier

« Avec Paul Rebeyrolle, c'est à un "peinturier" féroce et généreux que l'on a affaire. Son œuvre part du réel, viscéralement, pour en découdre avec lui, avec ses injustices flagrantes, ses coups de sang, sa beauté lourde à digérer aussi, transcrite sans ambages. Autant de points communs avec Courbet dont il se réclame haut et fort durant la seconde moitié du XXe siècle et qui partage son refus des conventions. »

— Tom Laurent

« Mon père a toujours dénoncé la folie des hommes, la torture, les abus de pouvoirs. Pour moi, c'est un peintre intemporel. Il ne faisait pas de jolis tableaux, il faisait des tableaux qui disent »

— Nathalie Rebeyrolle

#### Ouvrages dédiés
- Pierre Descargues, Rebeyrolle, Paris, Presses littéraires de France, 1951.
- George Besson, Paul Rebeyrolle, Éditions de la Maison de la pensée française, 1956.
- Robert Anselme, Rebeyrolle - La pluie et le beau temps, Paris, Galerie Saint-Germain, 1958.
- Yvon Taillandier, Rebeyrolle, Paris, Éditions Galerie Creuzevault, 1959.
- (en) Herbert Read, Recent paintings by Rebeyrolle, Londres, Marlborough Fine Arts, 1961.
- Pierre Descargues, Rebeyrolle, Paris, Maeght, 1969.
- Serge Sautreau et André Velter, Conte rouge pour Paloma, lithographies de Paul Rebeyrolle, Maeght, 1975
- Samir Amin, Éloge du socialisme - Une utopie concrète, 15 lithographies de Paul Rebeyrolle (atelier Fernand Mourlot), 175 exemplaires numérotés, Éditions Maeght, 1976
- André Velter, Rebeyrolle : bronzes et céramiques, galerie Lelong, 1988  (ISBN 2-85587-163-8).
- Bernard Sordet et Jacques Dupin, Paul Rebeyrolle, École nationale supérieure des beaux-arts, 1988.
- Antonio del Guercio, Paul Rebeyrolle, Aoste, Éditions du Centre Saint-Bénin, 1989.
- Carlos Franqui, Michel Foucault, Jean-Paul Sartre et Anne Dopffer, Rebeyrolle, peintures 1963-1980, collection « Carnets de voyages », Éditions Maeght, 1991.
- Jean-Baptiste Para, Les Panthéons de Paul Rebeyrolle, Éditions Galerie Daniel Templon, 1992.
- Hubert de Blomac, Jacques Kerchache et Michel Troche, Espace Paul-Rebeyrolle, Eymoutiers, Éditions de l'espace Paul-Rebeyrolle, 1995.
- Catherine Flohic, Paul Rebeyrolle, Éditions de l'École supérieure des beaux-arts de Nantes Métropole, 1996.
- Alain Tourneux, Rebeyrolle, Reims, Éditions du Paysage/Charleville-Mézières, Musée Rimbaud, 1998.
- Gérard Rondeau, Rebeyrolle ou le journal d'un peintre, collection « Photogalerie », Neuchâtel, Éditions Ides & Calendes, 2000 ; rééd. Éditions des Équateurs, 2006  (ISBN 978-2-84990-237-0).
- Marine Degli, Paul Rebeyrolle, 1926-2005, Panama.
- Jean-François Bizot, Rebeyrolle - Plongeons dans la peinture, Éditions de l'Espace Paul-Rebeyrolle, 2005.
- Lionel Bourg, L'Œuvre de chair : Paul Rebeyrolle, la peinture et la vie, éditions Urdla, 2006 (présentation en ligne).
- Michel C. Thomas, Rebeyrolle ou l'obstination de la peinture - Biographie imaginaire, collection « L'un et l'autre », Gallimard, 2009.
- Francis Marmande, Jean-Louis Prat, Yannick Mercoyrol et Jean d'Haussonville, Rebeyrolle, coédition domaine national de Chambord/Somogy éditions d'art, 2012 (présentation en ligne).
- Paul Audi, Francis Marmande, Rebeyrolle vivant ! - 60 ans d'une œuvre essentielle, catalogue de l'exposition à l'occasion du 20e anniversaire de l'Espace Rebeyrolle, 2015.
- Pierre Basset, Valérie Pugin et Stéphane Vacquier, Paul Rebeyrolle et la Jeune Peinture - Héritage de Courbet, Silvana Editoriale, 2016.
- Sous la direction d'Elisa Farran (contributions de Franz-Olivier Giesbert et Stéphane Vacquier), Les animaux de Paul Rebeyrolle, collection « Arte », Silvana Editoriale, 2017.
- Francis Marmande, Stéphane Vacquier et Olivier Chaslin, Paul Rebeyrolle - Collection permanente, Eymoutiers, Éditions de l'espace Paul-Rebeyrolle, 2018.
- [2021] Paul Rebeyrolle : la genèse de « La Source » (préf. Camille Saint-Jacques (1956-)), Paris, Revue K / Philippe et David Marin, 2021, 24 p., 22 cm (ISBN 2-908120-45-3 et 978-2-908120-45-5, OCLC 1345519591, BNF 46978407, SUDOC 264591968, présentation en ligne).

#### Ouvrages collectifs
- Edmonde Charles-Roux, « L'Homme témoin - Huit jeunes "tigres" : Bernard Lorjou, Yvonne Mottet, Paul Rebeyrolle, André Minaux, Bernard Buffet, Michel Thompson, Michel de Gallard, Simone Dat », Vogue, avril 1950.
- André Chamson, Collection Girardin, Paris, Éditions du Petit Palais, 1954.
- Waldemar George, De Ingres à nos jours - Corps et visages féminins, Éditions d'Art et d'industrie, 1955.
- Bernard Dorival, Les Peintres du XXe siècle du cubisme à l'abstraction, 1914-1957, Éditions Pierre Tisné, 1957.
- (en) Raymond Nacenta, The School of Paris - The painters and the artistic climate of Paris since 1910, Londres, Oldbourne Press, 1960.
- Michel Ragon, Nouvelle figuration II : Baj, Christoforou, Hultberg, Lindström, Messagier, Petlin, Pouget, Rebeyrolle, Salles, Tal Coat, éditions galerie Mathias Fels, 1962.
- René Huyghe de l'Académie française et Jean Rudel, L'Art et le monde moderne, vol. 2, Larousse, 1970.
- Pierre Mazars, Jean-Marie Dunoyer et Jean Selz, L'année de la peinture, Calmann-Lévy, 1980.
- Francis Parent et Raymond Perrot, Le Salon de la Jeune Peinture - Une histoire, 1950-1983, Éditions Jeune Peinture/Imprimeurs libres, 1983.
- Michel Ragon, Jacques Juillard, Pierre Rosanvallon et Louisette Battais, Libertés, liberté, Paris, Éditions de l'espace Belleville, 1989.
- Françoise Woimant, Marie-Cécile Miessner et Anne Mœglin-Delcroix, De Bonnard à Baselitz - Estampes et livres d'artistes, BnF, 1992.
- Gérald Schurr, Le Guidargus de la peinture, Les Éditions de l'Amateur, 1996.
- Sous la direction de Jean-Louis Ferrier (en collaboration avec Yann Le Pichon, préface de Pontus Hulten), L'aventure de l'art au XXe siècle, Éditions du Chêne, 2002.
- Frédéric Hallier, Robert Rocca et Jean-Claude Vollot, Humanités - Roger-Edgar Gillet, Stani Nitkowski, Paul Rebeyrolle, Éditions du Centre d'art contemporain de l'abbaye d'Auberive, 2006.
- Thierry Delcourt, Au risque de l'art, L'Âge d'homme, 2007.
- Pierre Basset, Les insoumis de l'art moderne - La Jeune peinture, Paris, 1948-1958, éditions Un certain regard, 2009.
- Éric Mercier, Années 50 - La Jeune Peinture, tome I : L'alternative figurative : tome II : Panorama de la Jeune Peinture, ArtAcatos, 2010.
- Aliocha Wald Lasowski, Jean-Paul Sartre, une introduction, collection « Agora », Pocket La Découverte, 2011 (extrait en ligne).
- Sarah Wilson, Pierre Basset, Julien Roumette et Florence Condamine, Les insoumis de l'art moderne - Paris, les années 50, éditions Musée Mendjisky - Écoles de Paris, Paris, 2016 (consulter en ligne).

#### Articles
- Paul Rebeyrolle (entretien avec Francis Marmande), « Autour de quelques vérités premières », revue Lignes, no 22, 1994, pages 119-132
- Pierre Basset, « Années 50 - La Jeune peinture et le Manifeste de l'homme témoin », Artension, n°2, 2007.

#### Dictionnaires et encyclopédies
- Sarane Alexandrian, Dictionnaire de l'art et des artistes, Hazan, 1967.
- Dictionnaire des artistes contemporains, Bruxelles, La Connaissance S.A., 1972.
- Les Muses, encyclopédie des arts, vol.12, Paris, Grange Batelière, 1973.
- Lydia Harambourg, L'École de Paris, 1945-1965 - Dictionnaire des artistes, Ides et Calendes, 1993.
- Emmanuel Bénézit, Dictionnaire des peintres, sculpteurs, dessinateurs, graveurs, Gründ, 1999.
- Jean-Pierre Delarge, Dictionnaire des arts plastiques modernes et contemporains, Gründ, 2001.
- Sous la direction de Michel Laclotte et Jean-Pierre Cuzin, Dictionnaire de la peinture, Larousse, 2003 (lire en ligne).

### Fonds d'archives
- « Correspondance Paul Rebeyrolle » (1971). Fonds Serge Sautreau; Cote : NAF 28935. Paris : BnF Archives et manuscrits (présentation en ligne).
- « Correspondance Paul Rebeyrolle » (1975 au 25 mai 1983). Fonds : Simone de Beauvoir. Lettres reçues; Cote : NAF 28501. Paris : BnF Archives et manuscrits (présentation en ligne).

### Filmographie
- Gérard Rondeau, Rebeyrolle ou le journal d'un peintre, Sodaperage, éd. RMN, collection Centre national des arts plastiques, 2006 (présentation et extrait en ligne).